# جوني ألين (لاعب كرة قاعدة)
جوني ألين (بالإنجليزية: Johnny Allen)‏ هو لاعب كرة قاعدة أمريكي، ولد في 30 سبتمبر 1904 في لينوير في الولايات المتحدة، وتوفي في 29 مارس 1959 في سانت بيترسبرغ في الولايات المتحدة بسبب نوبة قلبية.

## وصلات خارجية
- جوني ألين على موقع دوري كرة القاعدة الرئيسي (الإنجليزية)
- جوني ألين على موقعبيزبول رفرنس.كوم (الدوري الرئيسي) (الإنجليزية)
- جوني ألين على موقعبيزبول رفرنس.كوم (الدوري الثانوي) (الإنجليزية)
- جوني ألين على موقع جمعية أبحاث البيسبول الأمريكية (الإنجليزية)
- جوني ألين على موقع إي إس بي إن.كوم (أم.أل.بي) (الإنجليزية)
- جوني ألين على موقع مشجعي الرسوم البيانية (الإنجليزية)
- جوني ألين على موقع قاعة كارولاينا الشمالية للمشاهير الرياضية (الإنجليزية)